# Futbol'nyj Klub Ural 2018-2019
Questa voce raccoglie le informazioni riguardanti il Futbol'nyj Klub Ural nelle competizioni ufficiali della stagione 2018-2019.

## Stagione
La squadra finì decima in Prem'er-Liga, mentre in Coppa di Russia, raggiunse nuovamente la finale, due anni dopo la precedente esperienza: come allora fu battuta dalla Lokomotiv Mosca.

## Maglie
| Manica sinistra · Manica sinistra · Maglietta · Maglietta · Manica destra · Manica destra · Pantaloncini · Calzettoni | Manica sinistra · Manica sinistra · Maglietta · Maglietta · Manica destra · Manica destra · Pantaloncini · Calzettoni |

## Rosa
| N. |                     | Ruolo | Calciatore              |
| -- | ------------------- | ----- | ----------------------- |
| 2  | Russia (bandiera)   | D     | Šamsiddin Šanbiev       |
| 3  | Armenia (bandiera)  | D     | Varazdat Haroyan        |
| 4  | Slovenia (bandiera) | D     | Sergej Bryzgalov        |
| 5  | Serbia (bandiera)   | D     | Dominik Dinga           |
| 6  | Slovenia (bandiera) | D     | Gregor Balažic          |
| 7  | Russia (bandiera)   | D     | Aleksandr Dantsev       |
| 8  | Russia (bandiera)   | C     | Aleksej Evseev          |
| 9  | Georgia (bandiera)  | C     | Giorgi Chanturia        |
| 10 | Romania (bandiera)  | C     | Eric Bicfalvi           |
| 11 | Russia (bandiera)   | A     | Vladimir Ilyin          |
| 13 | Camerun (bandiera)  | C     | Petrus Boumal           |
| 14 | Russia (bandiera)   | C     | Yuri Bavin              |
| 15 | Ucraina (bandiera)  | D     | Denys Kulakov           |
| 17 | Bulgaria (bandiera) | C     | Nikolaj Dimitrov        |
| 18 | Russia (bandiera)   | D     | Džamaldin Chodžanijazov |
| 20 | Russia (bandiera)   | A     | Andrej Panjukov         |

| N. |                        | Ruolo | Calciatore              |
| -- | ---------------------- | ----- | ----------------------- |
| 21 | Svizzera (bandiera)    | C     | Marco Aratore           |
| 26 | Russia (bandiera)      | D     | Mingiyan Beveev         |
| 27 | Russia (bandiera)      | D     | Michail Merkulov        |
| 31 | Ucraina (bandiera)     | P     | Yaroslav Hodzyur        |
| 32 | Russia (bandiera)      | C     | Nikita Gluškov          |
| 44 | Russia (bandiera)      | C     | Andrej Egoryčev         |
| 57 | Russia (bandiera)      | C     | Artëm Fidler (capitano) |
| 58 | Paesi Bassi (bandiera) | C     | Othman El Kabir         |
| 59 | Russia (bandiera)      | C     | Sergej Serčenkov        |
| 60 | Russia (bandiera)      | P     | Vladislav Poletaev      |
| 70 | Russia (bandiera)      | C     | Il'ja Žigulëv           |
| 77 | Russia (bandiera)      | P     | Oleg Baklov             |
| 79 | Russia (bandiera)      | A     | Artëm Jusupov           |
| 88 | Russia (bandiera)      | A     | Pavel Pogrebnyak        |
| 92 | Russia (bandiera)      | C     | Roman Emeljanov         |

## Risultati

### Campionato
| Ekaterinburg 28 luglio 2018, ore 16:30 1ª giornata | Ural | 0 – 1 referto | Anži | Stadio Centrale (17 194 spett.) |

| Ekaterinburg 4 agosto 2018, ore 14:00 2ª giornata | Ural | 1 – 2 referto | Krasnodar | Stadio Centrale (20 326 spett.) |

| Ekaterinburg 10 agosto 2018, ore 17:30 3ª giornata | Ural | 1 – 1 referto | Dinamo Mosca | Stadio Centrale (16 271 spett.) |

| San Pietroburgo 19 agosto 2018, ore 19:00 4ª giornata | Zenit San Pietroburgo | 4 – 1 referto | Ural | Stadio San Pietroburgo (45 545 spett.) |

| Ekaterinburg 25 agosto 2018, ore 14:00 5ª giornata | Ural | 2 – 1 referto | Achmat Groznyj | Stadio Centrale (18 106 spett.) |

| Mosca 1º settembre 2018, ore 16:30 6ª giornata | CSKA Mosca | 4 – 0 referto | Ural | Arena CSKA (19 119 spett.) |

| Ekaterinburg 17 settembre 2018, ore 17:30 7ª giornata | Ural | 1 – 1 referto | Rostov | Stadio Centrale (18 337 spett.) |

| Krasnojarsk 22 settembre 2018, ore 11:30 8ª giornata | Enisej | 1 – 2 referto | Ural | Stadio Centrale (12 098 spett.) |

| Ekaterinburg 29 settembre 2018, ore 11:30 9ª giornata | Ural | 2 – 1 referto | Arsenal Tula | Stadio Centrale (11 217 spett.) |

| Kazan' 6 ottobre 2018, ore 19:00 10ª giornata | Rubin | 1 – 0 referto | Ural | Kazan Arena (5 750 spett.) |

| Ekaterinburg 20 ottobre 2018, ore 14:00 11ª giornata | Ural | 1 – 1 referto | Kryl'ja Sovetov Samara | Stadio Centrale (13 248 spett.) |

| Ekaterinburg 27 ottobre 2018, ore 14:00 12ª giornata | Ural | 1 – 1 referto | Ufa | Stadio Centrale (11 432 spett.) |

| Mosca 4 novembre 2018, ore 19:00 13ª giornata | Spartak Mosca | 1 – 2 referto | Ural | Otkrytie Arena (23 237 spett.) |

| Ekaterinburg 10 novembre 2018, ore 14:00 14ª giornata | Ural | 2 – 1 referto | Orenburg | Stadio Uralmaš (4 213 spett.) |

| Mosca 23 novembre 2018, ore 20:30 15ª giornata | Lokomotiv Mosca | 1 – 2 referto | Ural | RŽD Arena (12 870 spett.) |

| Krasnodar 2 dicembre 2018, ore 14:00 16ª giornata | Krasnodar | 2 – 0 referto | Ural | Stadio FK Krasnodar (12 313 spett.) |

| Chimki 9 dicembre 2018, ore 14:00 17ª giornata | Dinamo Mosca | 4 – 0 referto | Ural | Arena Chimki (4 825 spett.) |

| Ekaterinburg 2 marzo 2019, ore 11:30 18ª giornata | Ural | 0 – 1 referto | Zenit San Pietroburgo | Stadio Centrale (20 365 spett.) |

| Groznyj 11 marzo 2019, ore 17:30 19ª giornata | Achmat Groznyj | 1 – 1 referto | Ural | Stadion imeni Achmat-Chadži Kadyrova (9 127 spett.) |

| Ekaterinburg 16 marzo 2019, ore 14:00 20ª giornata | Ural | 0 – 1 referto | CSKA Mosca | Stadio Centrale (17 113 spett.) |

| Rostov sul Don 30 marzo 2019, ore 19:00 21ª giornata | Rostov | 2 – 1 referto | Ural | Rostov Arena (27 487 spett.) |

| Ekaterinburg 7 aprile 2019, ore 14:00 22ª giornata | Ural | 3 – 2 referto | Enisej | Stadio Centrale (11 778 spett.) |

| Tula 13 aprile 2019, ore 14:00 23ª giornata | Arsenal Tula | 0 – 0 referto | Ural | Stadio Arsenal (10 156 spett.) |

| Ekaterinburg 21 aprile 2019, ore 16:30 24ª giornata | Ural | 2 – 1 referto | Rubin | Stadio Centrale (12 321 spett.) |

| Samara 25 aprile 2019, ore 18:30 25ª giornata | Kryl'ja Sovetov Samara | 0 – 1 referto | Ural | Samara Arena (11 203 spett.) |

| Ufa 28 aprile 2019, ore 11:30 26ª giornata | Ufa | 4 – 1 referto | Ural | Stadio Neftjanik (7 156 spett.) |

| Ekaterinburg 4 maggio 2019, ore 14:00 27ª giornata | Ural | 0 – 1 referto | Spartak Mosca | Stadio Centrale (25 733 spett.) |

| Orenburg 10 maggio 2019, ore 11:30 28ª giornata | Orenburg | 2 – 2 referto | Ural | Stadio Gazovik (4 236 spett.) |

| Ekaterinburg 19 maggio 2019, ore 11:30 29ª giornata | Ural | 2 – 2 referto | Lokomotiv Mosca | Stadio Centrale (20 647 spett.) |

| Kaspijsk 26 maggio 2019, ore 14:00 30ª giornata | Anži | 0 – 2 referto | Ural | Anži-Arena (2 250 spett.) |

### Coppa di Russia
| Nižnekamsk 25 settembre 2018, ore 18:00 Sedicesimi di finale | Neftechimik | 2 – 3 referto | Ural | Stadio Neftechimik (2 000 spett.) |

| Ekaterinburg 31 ottobre 2018, ore 17:00 Ottavi di finale | Ural | 2 – 0 referto | Nižnij Novgorod | Stadio Uralmaš (3 528 spett.) |

| Mosca 5 dicembre 2018, ore 19:30 Quarti di finale - andata | Spartak Mosca | 1 – 1 referto | Ural | Otkrytie Arena (9 333 spett.) |

| Ekaterinburg 7 marzo 2019, ore 17:00 Quarti di finale - ritorno | Ural | 1 – 0 referto | Spartak Mosca | Stadio Centrale (18 292 spett.) |

| Ekaterinburg 3 aprile 2019, ore 17:00 Semifinale - andata | Ural | 1 – 0 referto | Arsenal Tula | Stadio Centrale (12 304 spett.) |

| Tula 15 maggio 2019, ore 19:00 Semifinale - ritorno | Arsenal Tula | 2 – 2 referto | Ural | Stadio Arsenal (12 850 spett.) |

| Arbitro: | Sergej Lapočkin |

|             |           |  |
| Barinov 27’ | Marcatori |  |